# تعليم الموهوبين

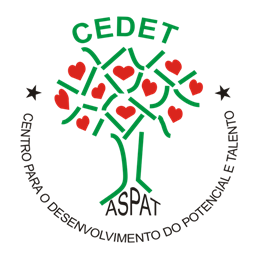
تعليم الموهوبين

تعليم الموهوبين (المعروف أيضًا باسم تعليم الموهوبين والمبدعين أو برامج الموهوبين والمبدعين) هي مجموعة واسعة من الممارسات والإجراءات الخاصة والنظريات المستخدمة في تعليم الأطفال الذين تم تحديدهم على أنهم موهوبون أو مبدعون.
الإثراء والتسريع هما الطريقتان الأساسيتان لتعليم الموهوبين. يقدم برنامج الإثراء محتوى إضافيًا ذا صلة مع إبقاء الطالب على المسار الصحيح لإكمال المنهج بنفس وتيرة بقية الفصل. يمكن لبرنامج الإثراء على سبيل المثال توفير مزيد من المعلومات حول موضوع ما بعد أن يكمل الأطفال الموهوبون التعليم القياسي في المناهج الدراسية. يعمل برنامج التسريع على تسريع تقدم الطالب من خلال منهج نموذجي. يتم تحقيق ذلك بعدة طرق.
لا يوجد تعريف عالمي موحد للطالب الموهوب بينما توجد تعريفات متعددة. تحدد معظم التعريفات الطلاب الأكثر مهارة أو موهبة في منطقة معينة، على سبيل المثال الطلاب الأكثر مهارة أو موهبة في الموسيقى أو اللغة أو التفكير المنطقي أو الرياضيات. تختلف نسبة الأطفال الذين تم اختيارهم لبرامج تعليم الموهوبين على الرغم من أنها عادة ما تكون حوالي 10٪ أو أقل. ومع ذلك نظرًا لاختلاف قدرات الطلاب وإنجازاتهم ، فقد يكون الطفل غير موهوب في مجال ما مثل الموسيقى بينما موهوب في مجال آخر مثل اللغة. نتيجة لذلك حتى إذا وافقت جميع البرامج على تسجيل أفضل 5٪ فقط من الطلاب في مناطقهم الخاصة ، فسيتم تصنيف أكثر من 5٪ من الأطفال على أنهم موهوبون.

## قراءات إضافية (بالإنجليزية)
يمكن العثور على أحدث الأبحاث المتعلقة بتعليم الموهوبين في الدوريات الأكاديمية المتخصصة، مثل: Gifted Child Quarterly، ومجلة الأكاديميين المتقدمين، وJournal for the Education of the Gifted، وRoeper Review.
- أسولين، س.، ولوبكوفسكي-شوبليك، أ. (2005). تطوير الموهبة في الرياضيات: دليل لتعليم الطلاب المتفوقين والموهوبين في الرياضيات. واكو، تكساس: برفروك برس.
- برويشر، ي. (2005). أفراد ذوو ذكاء مرتفع ومواهب إبداعية. ليت-فيرلاغ مونستر، هامبورغ. (تطبيق منهج High/Scope ونموذج رينزولي الثلاثي للإثراء في مخيم صيفي ألماني للموهوبين).
- ديفيدسون، جان وبوب، مع فاندركام، لورا (2004). عبقرية مهدورة: كيف نتوقف عن إضاعة ألمع عقولنا الشابة. نيويورك، نيويورك: سايمون وشوستر.
- ديفيس، ج.، وريم، س. (1989). تعليم الموهوبين والمتفوقين (الطبعة الثانية). إنغلوود كليفس، نيوجيرسي: برنتيس هول.
- هانسن، ج.، وهوفر، س. (1994). تطوير المواهب: نظريات وتطبيقات. دوبوك، آيوا: كيندال هنت.
- جونسن، س. (نوفمبر/ديسمبر 1999). "أهم 10 أحداث في تعليم الموهوبين". Gifted Child Today، 22(6)، 7.
- فرانك، موريس (2013). "القدرة العالية على التعلم". في Lib Ed، مجلة إلكترونية مقرها المملكة المتحدة (كانت ورقية) تعارض التعليم السلطوي.
- نيولاند، ت. (1976). الموهوبون في منظور تاريخي. إنغلوود كليفس، نيوجيرسي: برنتيس هول.
- بيرتو، ج. (1999). الكبار والأطفال الموهوبون: تطورهم وتعليمهم (الطبعة الثالثة). واكو، تكساس: برفروك برس.
- روجرز، كارين ب. (2002). إعادة تشكيل تعليم الموهوبين: كيف يمكن للآباء والمعلمين مواءمة البرنامج مع الطفل. سكوتسديل، أريزونا: جريت بوتينشال برس.
- واينبرينر، سوزان. (2001). تدريس الأطفال الموهوبين في الفصل العادي. مينيابوليس، مينيسوتا: فري سبيريت بابليشينغ.
- وزارة التعليم الأمريكية، مكتب البحوث التعليمية والتحسين (1993). التميز الوطني: دعوة لتنمية مواهب أمريكا. واشنطن العاصمة: مطبعة حكومة الولايات المتحدة.